# Красный Маяк (Узгенский район)
Красный Маяк (кирг. Красный Маяк) — село в Узгенском районе Ошской области Кыргызстана. Входит в состав Джыландынского аильного округа. Код СОАТЕ — 41706  255 815 03 0

## Население
По данным переписи 2023 года, в селе проживало 3 616 человек.